# Imeria seyrigi
Imeria seyrigi là một loài tò vò trong họ Ichneumonidae.